# Zoofenster
El Zoofenster és el tercer gratacel més alt de Berlín. El Zoofensters és al districte berlinès de Charlottenburg emmarcat entre Kantstraße (al sud), Joachimstaler Straße i el Joachimstalerstraße (a l'oest) i la carretera Hardenbergstrasse (al nord). Disposa d'un hotel de luxe Waldorf Astoria Berlin i la Romanisches Café. La parcel·la té la forma d'un triangle i està lleugerament inclinada cap Hardenbergplatz, la finca limita amb l'estació de ferrocarril de Zoologischer Garten (pel nord) i amb el final de Breitscheidplatz (per l'est).
La torre ha estat dissenyada pels arquitectes Christoph Mäckler i Richard Rogers i l'empresa de begudes Brau i Brunnen. Originalment volien construir al mateix lloc una torre completament cristal·lina de gran alçada. No obstant això, destaca sobre els edificis de pedra que l'envolten per inserir més i millor color. A més, la base connecta la part superior i inferior adjacent als edificis.

## Construcció
El prominent edifici té una història acolorida; La idea del projecte prové d'una planificació de l'any 1999, per albergar l'Hotel Merchant Court amb 310 habitacions i una àrea d'aproximadament 24.280 m². Merchant Court és una empresa subsidiària de luxe d'una altra cadena hotelera de Singapur. D'acord amb aquest concepte, la planta baixa seria dedicada a comerç al detall i l'hotel Merchant Court dedicaria tot l'edifici per a oficines, apartaments i habitacions de l'hotel. Fet que ja va ser anunciat en publicacions adequades.
El treball preparatori es va iniciar el 2002. No obstant això, sense el contracte del llogater principal, la cadena hotelera Hilton, el treball es va aturar. En aquest moment, només s'havia anivellat el terreny i la zona va ser coberta per cartells de grans dimensions.
L'agost de 2007 l'amo de la propietat actual, el grup immobiliari Ebertz & Partners, va trobar un nou inversor que continuaria després amb els plans ja existents. D'acord amb un informe sobre el pressupost basat en resultats de la situació financera, va mostrar un fons d'inversió de sòlid amb seu a Abu Dhabi.
Al maig de 2008, es va reprendre l'obra després de la retirada dels cartells, amb els treballs preparatoris. Es va aprofundir en el terreny uns 27 metres i es va completar a principis de 2009. La cerimònia oficial d'iniciació de l'obra va tenir lloc finalment el 27 de març de 2009. Per l'extensió de l'obra van ser destruïdes a l'abril de 2009 la part nord del pont Schimmelpfeng i les cases adjacents, per tant, és visible des de la vora de la nova carretera Breitscheidplatz.
Després de la finalització dels treballs de formigó al pis 32 del gratacel, va començar el projecte de construcció de l'estructura (mitjans d'octubre 2010), en un any va quedar estructuralment complet (setembre 2011), però la cerimònia de finalització es va celebrar el 22 d'octubre de 2010, però van continuar els treballs d'acabat exterior i interior.